# Иоанн Викторинский
Иоанн Викторинский (лат. Johannes Victorinensis; 1270/1280 — 1347) — средневековый историк, аббат монастыря Виктрина близ Клагенфурта (с 1307), капеллан герцога Генриха Каринтийского и герцога Альбрехта II Австрийского.
Хорошим языком и по достоверным источникам написан его «Liber certarum historiarum» («Хроника» в 6 книгах, с 1217 по 1343; издана у Böhmer’a в «Fontes rerum Germanicarum», т. I).